# Trochita trochiformis
Trochita trochiformis is een slakkensoort uit de familie van de Calyptraeidae. De wetenschappelijke naam van de soort is voor het eerst geldig gepubliceerd in 1778 door Born.